# Slaget vid Jorois
Slaget vid Jorois var ett slag under finska kriget 1808–1809. Slaget stod mellan svenska och ryska styrkor mellan den 12 och 13 juni vid Jorois.

## Bakgrund
Efter att den svenska vinterreträtten norrut avstannat i och med segrarna i slagen vid Siikajoki och Revolax gick den 5:e brigaden under Johan August Sandels söderut och återerövrade större delen av östra Finland. Som ett resultat av detta sändes en ny rysk styrka om 7 500 man under befäl av Michail Barclay de Tolly för att återta detta område. Dessa marscherade i början av juni norrut. I S:t Michel stod 300 man stark trupp under befäl av Carl Wilhelm Malm, vilka upptäckte den ankommande ryska styrkan, och fick order att retirera. Samtidigt infann sig 300 man under befäl av Berndt Adolf Grotenfelt vid Jorois, där det förbereddes för ett försvar. Soldaterna och den enda kanonen ställdes bakom en bred ström, vars enda bro även revs.

## Slaget

### 12 juni
En rysk styrka om 2000 man närmade sig under morgonens början den 12 juni strömmen vid Jorois. Eftersom det vid denna tid rådde en stark dimma inleddes inte några stridigheter omedelbart, och den ryska styrkan framställde under tiden sina kanoner. Efter att dimman avtagit inleddes snart skottväxling utmed båda stränderna, dock utan att orsaka större skador.

### 13 juni
Den ryska styrkan anlade nästkommande dag ett batteri, genom vilket de med större effektivitet kunde bombardera svenskarna. De sammansatte nu även flottar och broar, samt fann de ställen i strömmen över vilka de kunde vada. Därefter anlades en flottbro vid ett av strömmens smalare ställen medan ett antal kosacker sändes för att kringränna den svenska ställningen. Grotenfelts lilla skara, som nu tvingats delas i mindre delar utmed strömmens strand, kunde dock slå tillbaka dessa anfall. Vid 15:00 behövde Grotenfelt till slut ge signal om reträtt, vilket skedde genom att ringa i kyrkans klockor. Den svenska styrkan samlades och inledde därefter reträtten. Under striden förlorades sex man samt en underofficer, som miste livet då han försökte rädda kanonen, vilken dock förlorades ändå. Även sex man sårades.

## Följder
Den svenska reträtten gick i riktning mot Varkaus, med ryska styrkor hack i häl. Grotenfelt, vars hem vid ett tillfälle under reträtten endast låg en kilometer iväg, återvände kvickt dit för att ta farväl av sin hustru och sina barn. Svenskarna rev under reträtten bron över ån Kuvansi och infann sig morgonen därefter i Varkaus, varifrån återtåget dock fortsatte till Paukarlaks.